# Покап (посёлок)
Покап — посёлок в Нижнетуринском муниципальном округе Свердловской области России.

## Географическое положение
Посёлок Покап расположен в 40 километрах (по дорогам в 58 километрах) к северо-западу от города Нижней Туры, в лесной местности, в истоке реки Малый Покап (правого притока реки Покап, бассейн реки Ис). Посёлок находится в нескольких километрах к западу от ближайшего населённого пункта — посёлка Косья. Добраться до посёлка можно только личным транспортом.

## Население
| 2002 | 2010 |
| ---- | ---- |
| 9    | ↘3   |